# Coming Out
Coming Out är en östtysk dramafilm från 1989 regisserad av Heiner Carow och skriven av Wolfram Witt inspelad i Östberlin. Filmens huvudpersonen är en gymnasielärare som "kommer ut" och accepterar sig som homosexuell. Det var en av de sista filmerna som gjordes av DEFA, den östtyska statliga filmstudion, och den enda som gjordes som handlade om frågor kring homosexualitet. 
Filmen hade premiär på Kino International i Östberlin den 9 november 1989, samma natt som Berlinmuren öppnades. 
Den vann ett antal utmärkelser, inklusive Silverbjörnen och Teddy Award på Berlins filmfestival, och utmärkelser på National Feature Film Festival i DDR.